# Virginie Gervais
Virginie Gervais (Versalles; 24 de junio de 1979) es una modelo y actriz pornográfica francesa, de padre italiano y madre alemana. En 2005 se hizo famosa al ganar el concurso "Vecinitas" de la revista FHM. Más tarde se descubrió que había hecho una película porno antes de ser famosa. Ese vídeo apareció enseguida en Internet y la hizo aún más famosa. Una cicatriz en el muslo de su pierna derecha fue la prueba de su participación en dicha película.
En 2002 un productor porno alemán contactó con Virginie. Le propuso rodar en su nueva película X: Anmacherinnen 15: Enge Spalten. Ella aceptó. El productor le ofreció un salario por apenas unas pocas horas de rodaje, y especialmente, le aseguró que la película nunca sería difundida en Francia, solo en Alemania. Pero los padres de Virginie oyeron hablar de la película. Sin embargo le perdonaron ese error de juventud. No así su hermano, el cual aun sigue terriblemente enfadado con ella.
Virginie ha creado recientemente su propia página web y ha aparecido con un nuevo nombre artístico Virginie Caprice, a la vez que su éxito ha aumentado de igual manera que sus apariciones en anuncios de TV, vídeos musicales, películas y revistas. En 2007 protagonizó también otra película X, llamada Story of Virginie (2007) y producida por Marc Dorcel.
Hasta julio de 2009 ejerció de sexóloga en la revista FHM en su edición española.

## Filmografía
- Anmacherinnen 15: Enge Spalten (2002)
- 19 ans et putes (2002)
- Dépucelée par son père (2002)
- Story of Virginie (2007)

## Revistas
- Newlook Francia - junio de 2007 (portada y reportaje).
- FHM España - agosto de 2007 (portada y reportaje).